# Tunng
Tunng er en Folktronic-london duo fra Storbritannien.

## Diskografi
- Mother's daughter and other songs (2005)
- Comments of the inner chorus (2006)
- Good arrows (2007)

| Musikgruppe | Spire Denne artikel om en britisk musikgruppe er en spire som bør udbygges. Du er velkommen til at hjælpe Wikipedia ved at udvide den. |